# Маликијски мезхеб
Маликијски мезхеб је један од четири школе фикха или вјерског закона у сунитском исламу. Настала је од учења имама Малик ибн Енеса. Маликијски мезхеб је други по бројности од четири мезхеба, кога слиједи око 25% од муслимана, углавном у сјеверној и западној Африци, Уједињеним Арапским Емиратима, Кувајту, те у неким дијеловима Саудијске Арабије. У прошлости, такође су га слиједили у дијеловима Европе под исламском владавином, посебно у исламској Шпанији и Сицилијанском емирату.